# Weinmannia trianaea
Weinmannia trianaea là một loài thực vật có hoa trong họ Cunoniaceae. Loài này được Wedd. miêu tả khoa học đầu tiên năm 1857.